# Lilla Fisklösen, Dalarna
Lilla Fisklösen är en sjö i Säters kommun i Dalarna och ingår i Dalälvens huvudavrinningsområde.